# 西紐伯里 (麻薩諸塞州)
西紐伯里（英語：West Newbury）是一個位於美國麻薩諸塞州艾塞克斯縣的鎮。

## 人口
根據2020年美國人口普查的數據，西紐伯里的面積為38.10平方千米，當中陸地面積為34.80平方千米，而水域面積為3.30平方千米。當地共有人口4500人，而人口密度為每平方千米118人。